# Verizon Tennis Challenge 1998 - Qualificazioni doppio
Le qualificazioni del doppio  del Verizon Tennis Challenge 1998 sono state un torneo di tennis preliminare per accedere alla fase finale della manifestazione. I vincitori dell'ultimo turno sono entrati di diritto nel tabellone principale. In caso di ritiro di uno o più giocatori aventi diritto a questi sono subentrati i lucky loser, ossia i giocatori che hanno perso nell'ultimo turno ma che avevano una classifica più alta rispetto agli altri partecipanti che avevano comunque perso nel turno finale.
Le qualificazioni del doppio del torneo Verizon Tennis Challenge 1998 prevedevano 4 coppie partecipanti di cui una è entrata nel tabellone principale.

## Teste di serie
1. Mark Keil /  Sargis Sargsian (ultimo turno)

1. Vince Spadea /  Greg Van Emburgh (Qualificati)

## Qualificati
1. Vince Spadea  /   Greg Van Emburgh

## Tabellone

### Legenda
| - Q = Qualificato - WC = Wild card - LL = Lucky loser | - ALT = Alternate - SE = Special Exempt - PR = Protected Ranking | - w/o = Walkover - r = Ritirato - d = Squalificato |

|  | Primo turno | Primo turno                   | Primo turno                | Primo turno | Primo turno |  |  | Ultimo turno | Ultimo turno                  | Ultimo turno                  | Ultimo turno | Ultimo turno |  |
|  |             |                               |                            |             |             |  |  |              |                               |                               |              |              |  |
|  | 1           | Mark Keil Sargis Sargsian     | Mark Keil Sargis Sargsian  | 6           | 6           |  |  |              |                               |                               |              |              |  |
|  |             | Andre Janasik Paul Mancini    | Andre Janasik Paul Mancini | 4           | 2           |  |  | 1            | Mark Keil Sargis Sargsian     | Mark Keil Sargis Sargsian     | 1            | 3            |  |
|  | 2           | Vince Spadea Greg Van Emburgh | 4                          | 6           | 7           |  |  | 2            | Vince Spadea Greg Van Emburgh | Vince Spadea Greg Van Emburgh | 6            | 6            |  |
|  |             | Doug Flach Maurice Ruah       | 6                          | 3           | 5           |  |  |              |                               |                               |              |              |  |